# Isobuttersäurebutylester
Isobuttersäurebutylester ist eine chemische Verbindung aus der Gruppe der Carbonsäureester.

## Vorkommen
Isobuttersäurebutylester ist eine der wichtigsten flüchtigen Geschmacksverbindungen, die in Chardonnay-Most enthalten sind. Die Verbindung wurde in Kamillenöl, Papaya, Quitten, Äpfeln, Honig, Aprikosen, Bananen und Käse nachgewiesen.

## Gewinnung und Darstellung
Isobuttersäurebutylester kann durch Veresterung von Isobuttersäure und 1-Butanol in Gegenwart von konzentrierter Schwefelsäure mit oder ohne Lösungsmittel (siedendes Benzol) gewonnen werden. Anstelle von Schwefelsäure können auch Lipasen verwendet werden.

## Eigenschaften
Isobuttersäurebutylester ist eine farblose Flüssigkeit, die praktisch unlöslich in Wasser ist. Sie hat einen starken, frischen, fruchtigen Geruch (Apfel, Banane) und einen süßen, ananasartigen Geschmack.

## Verwendung
Isobuttersäurebutylester kann als Aromastoff für Lebensmittel verwendet werden. Die Verbindung wird hauptsächlich als Fixiermittel und Modifikator in der Aromenindustrie eingesetzt. Sie wird seit den 1930er Jahren verwendet.